# Liparis inamoena
Liparis inamoena är en orkidéart som beskrevs av Rudolf Schlechter. Liparis inamoena ingår i släktet gulyxnen, och familjen orkidéer. Inga underarter finns listade i Catalogue of Life.